# Caro (Sängerin)
Caro Josée (* 24. Februar 1958 in Gießen; eigentlich José Tollenaar; früher unter Caro bekannt) ist eine deutsche Sängerin, deren teils balladenhafte Musik zwischen Blues, Jazz und Soul angesiedelt ist. Sie erhielt 1978 den Deutschen Schallplattenpreis für ihr Debüt Caro & The JCT Band – It’s Nothing but Higher.

## Leben und Karriere
José Caro Tollenaar wurde am 24. Februar 1958 in Gießen als Tochter eines niederländischen Kriegsgefangenen und Dolmetschers geboren, der nach dem Krieg eine deutsche Finanzbeamtin heiratete und in Klubs Banjo und Akkordeon spielte. Durch das musikalische Elternhaus wurde sie sehr früh geprägt. Mit 15 Jahren zog sie für ein Jahr zu ihrer Schwester nach Archer City (Texas), wo sie die ursprüngliche nordamerikanische Musik kennenlernte. Zurück in Gießen machte sie die Bekanntschaft mit der Skiffleband Leinemann. Das Bandmitglied Lonzo Westphal machte ihr den Vorschlag, nach Hamburg zu ziehen, und bot ihr an, bei der Band zu wohnen. Trotz starker Einwände in ihrer Familie ging Caro dann nach Hamburg, wo sie in der ersten Zeit als Kellnerin arbeitete. Sie besuchte häufig die Musiklokale „Logo“ und „Onkel Pö“. Es dauerte auch nicht lange, bis sie als Musikerin Bestandteil der Pö-Hausband wurde. Sie spielte somit an der Seite von Abi Wallenstein und Peter Urban. Sie schloss sich auch der Band „Pussy“ an (aus der später ihre JCT Band hervorging), bekam einen ersten Plattenvertrag und verkaufte gleich 11.200 Exemplare. Das erste Album mit der JCT Band wurde 1977 veröffentlicht. Bekannt wurde ihre balladeske Version des bis dahin eher selten gecoverten Liedes Child of the Moon von den Rolling Stones. 1978 gewann Caro mit ihrer Band den Deutschen Schallplattenpreis (Vorläufer des ECHO) für die Debüt-LP It’s Nothing but Higher in der Sparte „Best Newcomer National“. 1978 löste sie die JCT-Band auf, um sich ihrer Solokarriere zu widmen. 1980 erschien ihr Album Caro, auf dessen Cover sie recht freizügig abgebildet war.
Caro bekam die Gelegenheit, in dem Fernsehfilm Das Traumauto von Schimanski-Erfinder Hajo Gies mitzuwirken. Sie spielte eine Sängerin, die durch ihre vehemente Zickigkeit das Herz eines Fans zu brechen droht. Dazu spielte sie unter dem Namen „Josy T.“ (Josy Tollenaar) den Soundtrack ein. Während diese Platte von der Bravo gelobt wurde, war Caro unzufrieden und bereute später, in diesem Film gespielt zu haben.
Caros letztes Werk in den 1990er Jahren war die Maxisingle Volcano, die sie im Rahmen der DFB-Kampagne „Wir sind die Fans“ aufgenommen hatte. Als der gewünschte Erfolg ausblieb, zog sie sich vorläufig von der Bühne zurück. Sie lernte den Hamburger Medien-Anwalt Ulrich Mizerski kennen. Die beiden heirateten und bekamen zwei Kinder.
Gemeinsam mit ihrer australischen Kollegin Lisa Lagoda und NDR-Musikredakteur und Moderator Peter Urban gründete Caro 1999 die Formation CaroLISA. Im Vorprogramm der Scorpions (Acoustica Tour) wie auch von Robert Cray spielte die Band vor großem Publikum.
Ab 2004 stand Caro mit Jean-Jacques Kravetz, Pascal Kravetz, Julien Kravetz, Martin Scheffler und Arnd Geise auf der Bühne. Das Album von 2005 wurde Eternity betitelt.
Nach dem Erfolg von Eternity arbeitete Caro in den Jahren 2010 und 2011 mit den Sinti-Jazz-Gitarristen Manusch Weiss und Enzo Weiss zusammen. Daraus entstand 2012 das Album Turning Point, das unter dem Namen Caro Josée veröffentlicht wurde. Für dieses Album wurde sie 2013 mit dem ECHO Jazz in der Kategorie „Beste Sängerin national“ ausgezeichnet.
Bei dem 2015 erschienenen Album Summer’s Ease arbeitete Caro mit dem Komponisten und Gitarristen Patrick Pagels zusammen.
Nach 27 Jahren endete ihre Ehe im Jahr 2016.
Ihre aktuellste Produktion Bitter Sweet erschien 2022.

## Diskografie
- 1977 Caro & JCT Band: It's Nothing But Higher (Pinball Records) (TELDEC)
- 1980 Caro: Caro (WEA Records)
- 1983 Caro: The Boy is Mine (WEA Records) (Europa)
- 1984 Caro: The Boy is Mine (Rocshire Records/MCA-Universal) (USA)
- 1988 Josy T.: Josy Is My Real Name (Intercord) (Soundtrack zum Film Das Traumauto)
- 1991 Caro: Volcano (Virgin Records)
- 2005 Caro: Eternity (Adhip Records/Moon Sound Records)
- 2012 Caro Josée: Turning Point (Skip Records)
- 2015 Caro Josée: Summer’s Ease (Skip Records)
- 2022 Caro Josée: Bitter Sweet (Skip Records)

## Live-Projekte
- 1977 Caro & JCT Band
- 1999 CaroLisa (Caro & Lisa Lagoda)
- 2000 Support Scorpions / Robert Cray
- 2002 Caro & Band
- 2011 Caro Josée

## Weiteres
- 1977 Stern-Titelstory
- 1978 Deutscher Schallplattenpreis (Echo) / Künstler des Jahres
- 1988 Hauptrolle in dem Film Das Traumauto (Regie Hajo Gies)